# Sluiswachter

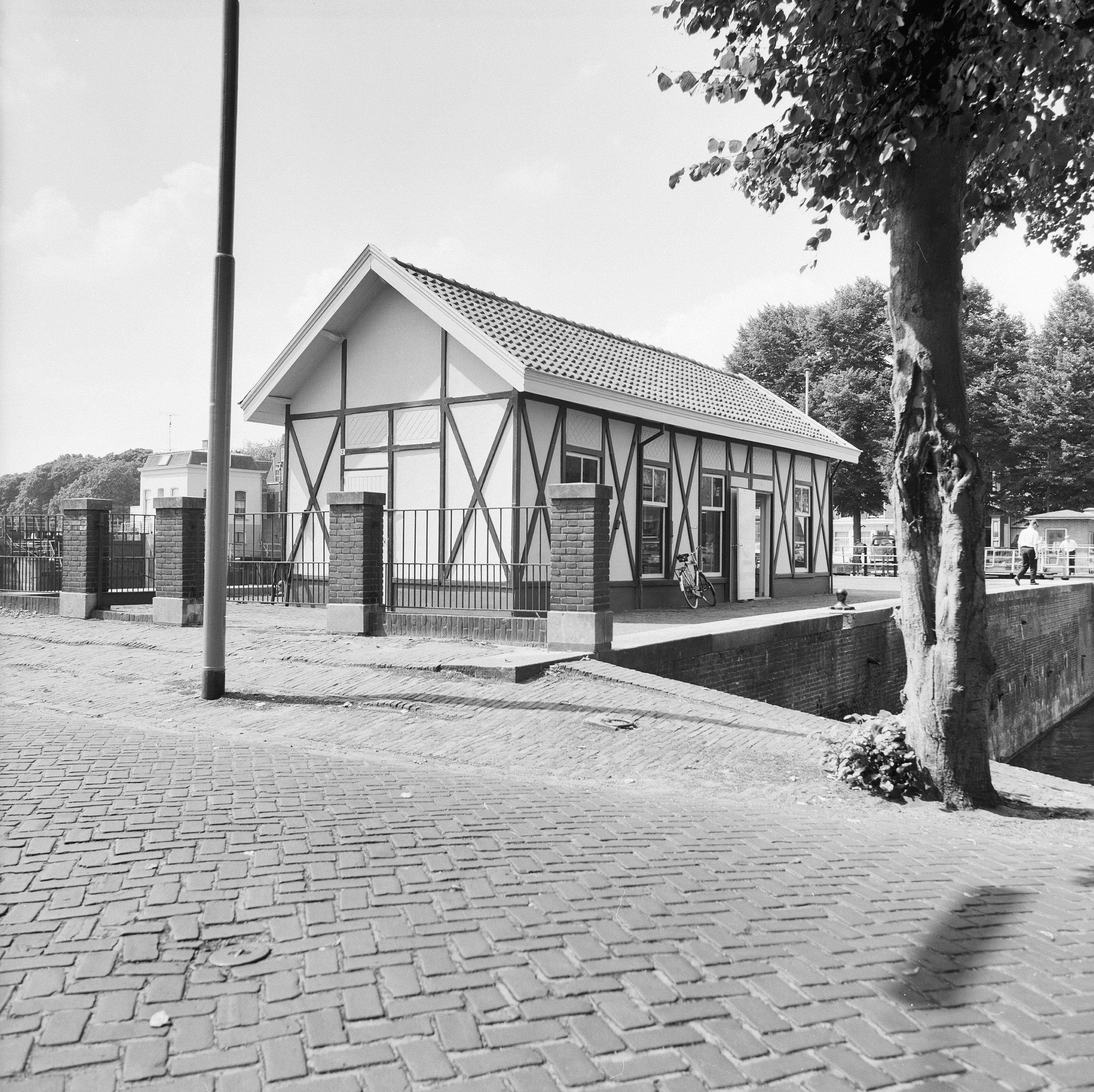
Sluiswachtershuisje nabij derde waterkering, Gorinchem

Een sluismeester of sluiswachter is de man of vrouw die een schutsluis bedient.
Hij bewaakt en bepaalt hoe er geschut wordt en int het eventuele sluisgeld (of schutgeld), het bedrag dat moet worden betaald om geschut te worden. Het sluisgeld wordt, vanwege de administratieve rompslomp die het met zich meebrengt, nog nauwelijks geheven.
De sluismeester ziet er in veel gevallen ook op toe dat het waterbeheer bij zijn sluis correct geregeld wordt. Meestal houdt dat in dat de sluismeester oplet dat de waterstand aan de bovenkant van de sluis binnen vastgestelde waarden blijft. Daartoe kunnen vaste doorlaten geopend of gesloten worden. Vaak wordt het beroep uitgevoerd in combinatie met het beroep brugwachter, omdat vele sluizen uitgevoerd zijn met een hefbrug, of een andersoortige beweegbare brug. Vrijwel alle sluizen zijn uitgerust met cameratoezicht waarmee situaties en naderende schepen vastgesteld kunnen worden.
Op de grote sluizen is de sluismeester beroepsmatig aangesteld. Bij kleine sluizen wordt het werk vaak gedaan door iemand die "het erbij doet". Er kan dan vaak alleen worden geschut op bepaalde tijden van een dag.
Over het algemeen zijn de grote sluizen in Nederland in beheer van Rijkswaterstaat.